# Castillo de Arques

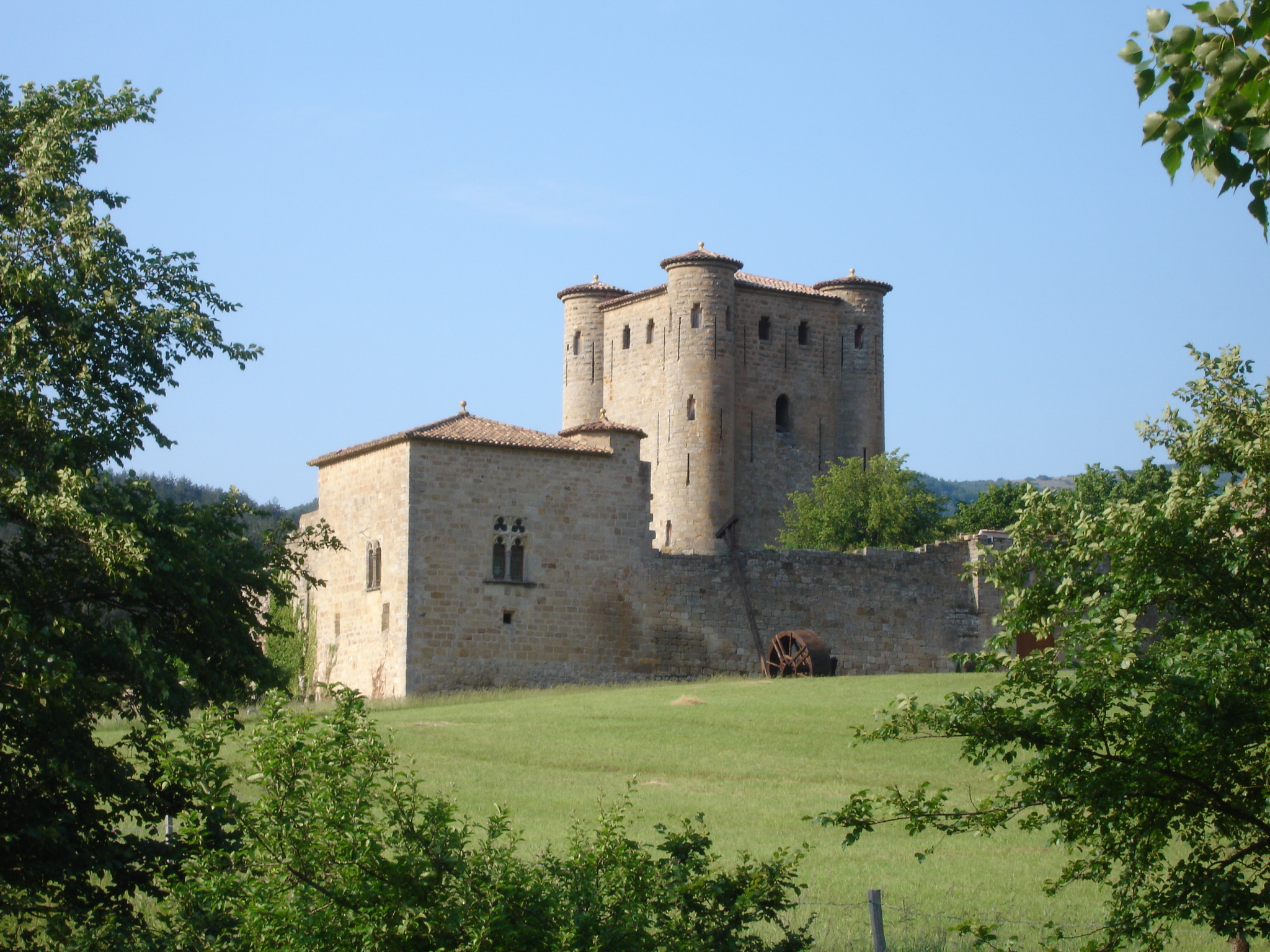
Castillo de Arques.

El castillo de Arques es una fortaleza de llanura que data de los siglos XIII y XIV, situada en el pueblo homónimo de Arques, en el suroeste de Francia, a 50 km al sur de Carcasona y a 24 km al noreste de Quillan.
El lugar se compone de un recinto cuadrangular que rodea una torre del homenaje de planta central cuadrada de 11 m de lado, dotada de garitas en cada uno de sus cuatro ángulos. El torreón, de 24 metros de alzado y cuatro niveles, constituye una obra maestra del arte gótico que une elegancia, lujo y aspecto militar. Restaurado recientemente, queda como testimonio de los conocimientos técnicos y artísticos de los constructores de época medieval.
Arques es la patria de Déodat Roché (1877-1978), historiador del catarismo. En su casa natal, situada en el centro del pueblo, se exhibe una exposición permanente.

## Historia

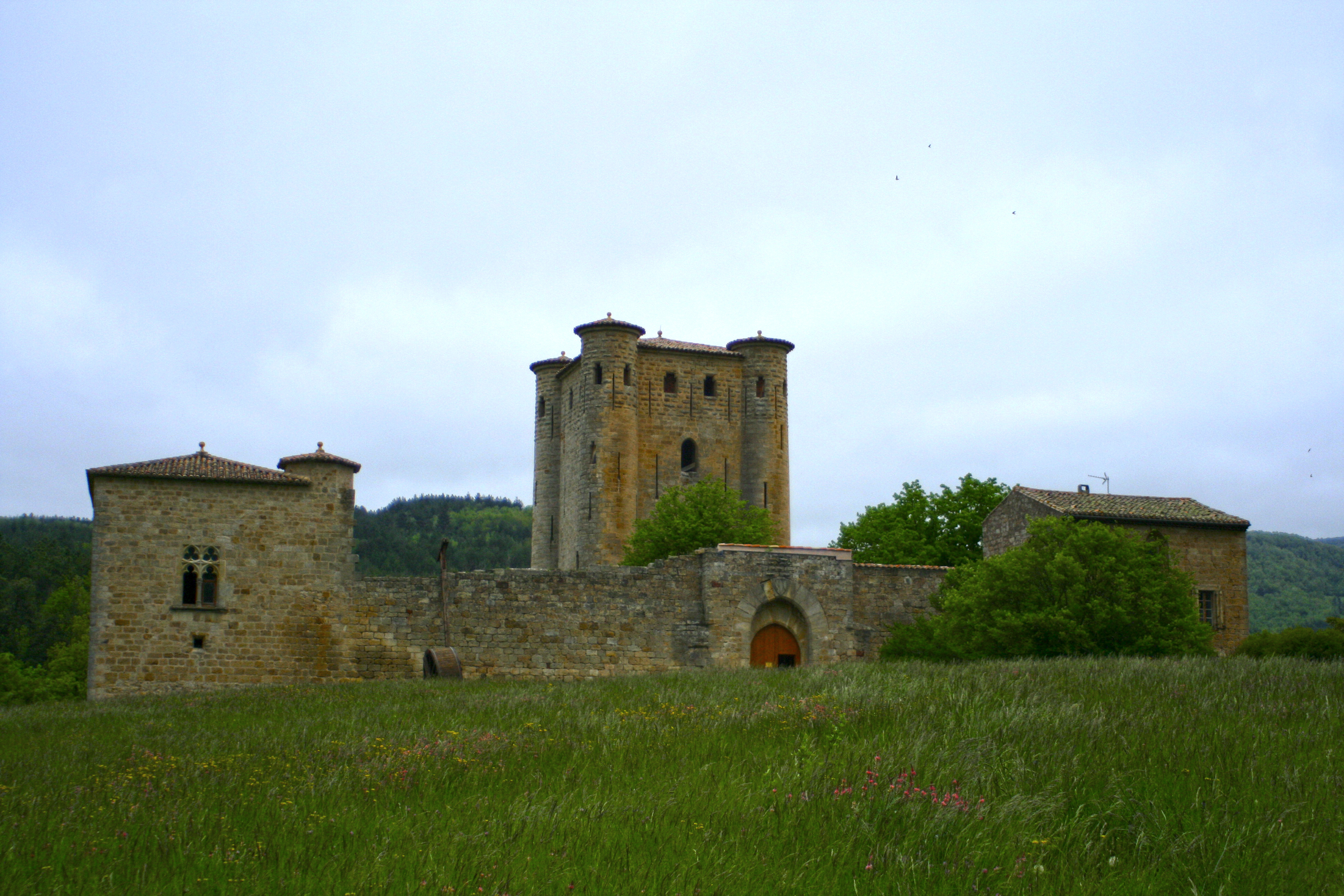
Château d'Arques vista completa

La primera mención del castillo de Arques es la de un manuscrito del año 1011 en el que se cita a Amiel de Arques, probable señor del lugar.
Según Louis Fédié, historiador del Alto Valle del Aude, la abadía de Lagrasse y varios otros señores, entre ellos el de Arques, entraron en conflicto con el vizconde de Carcasona, a principios del siglo XII.
Tras esos enfrentamientos, los señores de Termes tomaron posesión del señorío de Arques. Después de la rendición de Termes ante las huestes de Simón de Montfort, Arques también sufrió las consecuencias de la cruzada contra los albigenses. En 1217, Beranger de Arques figura entre los allegados de Guilhem de Peyrepertuse, señor faidit (albigense desterrado) de Arques. En 1231, Pierre de Voisins, teniente de Simón de Montfort, recibe Arques entre sus nuevas posesiones. El jefe del ejército cruzado lo dota con uno de los dominios más importantes del Languedoc conquistado.
En 1265 el nuevo señor de Arques visita sus dominios, dejando sin duda un recuerdo imborrable de su paso al haber sentenciado a muerte a una mujer de 60 años acusada de brujería, siendo quemada ésta viva en Arques.
A finales del siglo XIII Gilles I de Voisins sucedió a Pierre y mandó, en 1280, que se iniciaran las obras de la torre, en el exterior de la población. En 1291 se redacta un fuero para Arques, en el que se definen las reglas entre la comunidad de vecinos y su señor en cuanto a justicia y vida económica. Es en este documento donde se menciona la nueva bastida de Arques, o sea la villa nueva cuya fundación debe situarse entre 1231 y 1291. En 1316 Gilles II de Voisins prosigue y remata la construcción del castillo de Arques.
El linaje directo de los Voisins de Arques desapareció en 1518 con la boda de la única heredera de la familia con el vizconde Jean de Joyeuse. Fue entonces cuando el Castillo de Couiza, empezado en 1540, se convirtió en residencia preferida de los Joyeuse en detrimento de Arques.

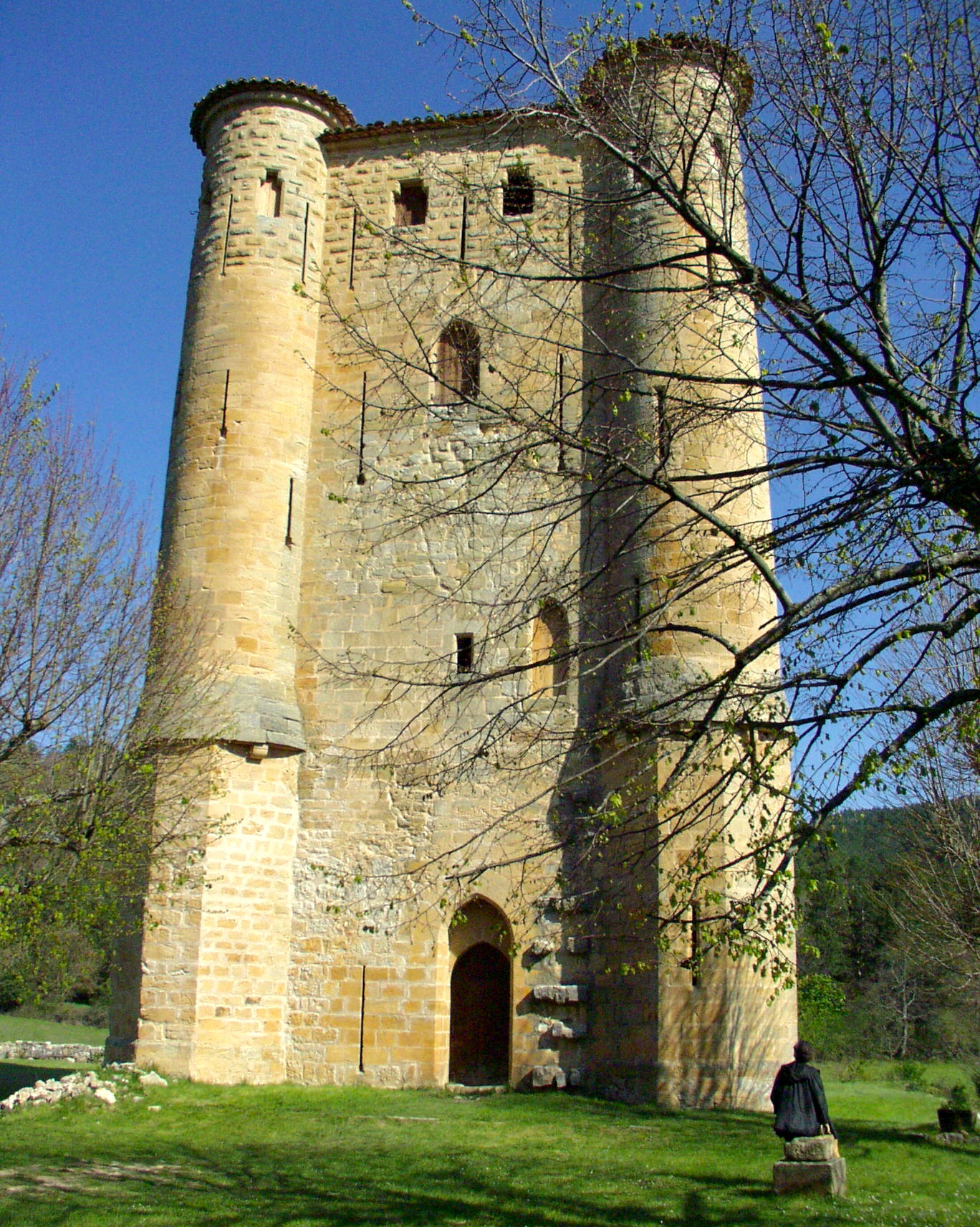
El Donjon del castillo (torre del homenaje).

En 1546, una incursión española pasó por Arques quemando el pueblo. En 1575, los protestantes asediaron el castillo pero fracasaron ante la torre.
Bajo la Revolución francesa, el castillo fue vendido como bien nacional y sufrió algunos daños. Fue declarado Monumento Histórico Artístico en 1887. La torre del homenaje es propiedad municipal desde 1910.

## El castillo
El castillo consta de un recinto de planta cuadrangular cuya parte meridional es la única bien conservada. Tiene una puerta de arco rebajado protegida por una abertura decorada con el escudo de la familia Voisins. El ángulo suroeste está ocupado por una torre vivienda de dos plantas. La segunda, de Bóvedas ojival es con rosetón esculpido, está iluminada por dos ventanas con adornos trilobulados. La torre sureste, reconstruida y transformada en vivienda, conserva una piedra clave blasonada, reutilizada de adorno en la fachada. También quedan vestigios de una chimenea en la pared norte, dentro del recinto. Esto indica que se levantaba allí una vivienda, hoy destruida. La base de la puerta puede verse todavía hoy al ras del suelo.
En medio del recinto amurallado se levanta la torre del homenaje cuadrangular, bien conservada, de 11 metros de lado, flanqueada por cuatro torrecillas de vigía. Una de éstas, la del sureste, tiene una escalera de caracol y las demás, construidas con doble contrafuerte, estaban defendidas por dos aberturas triangulares todavía visibles. La torre, de unos 25 m de altura, tiene cuatro plantas, de bóvedas ojivales las dos primeras, la tercera tiene techo y la cuarta es la principal para la defensa. En la fachada sur se abre la puerta de entrada en la planta baja. También hay una puerta en la primera planta que seguramente servía de acceso a la vivienda mencionada arriba. En esa misma planta, en la fachada oriental, se abre una ventana decorada con columnillas y rematada por un adorno multilobulado.
|  |
|  |

|  |
|  |

|  |
|  |

|  |
|  |

|  |
|  |

|  |
|  |

|  |
|  |

|  |
|  |

|  |
|  |

|  |
|  |

|  |
|  |

|  |
|  |

|  |
|  |

|  |
|  |

|     |
| ... |